# Anaconura panicicola
Anaconura panicicola är en insektsart som beskrevs av Rauno E. Linnavuori 1965. Anaconura panicicola ingår i släktet Anaconura och familjen dvärgstritar. Inga underarter finns listade i Catalogue of Life.